# Modesta von Oeren

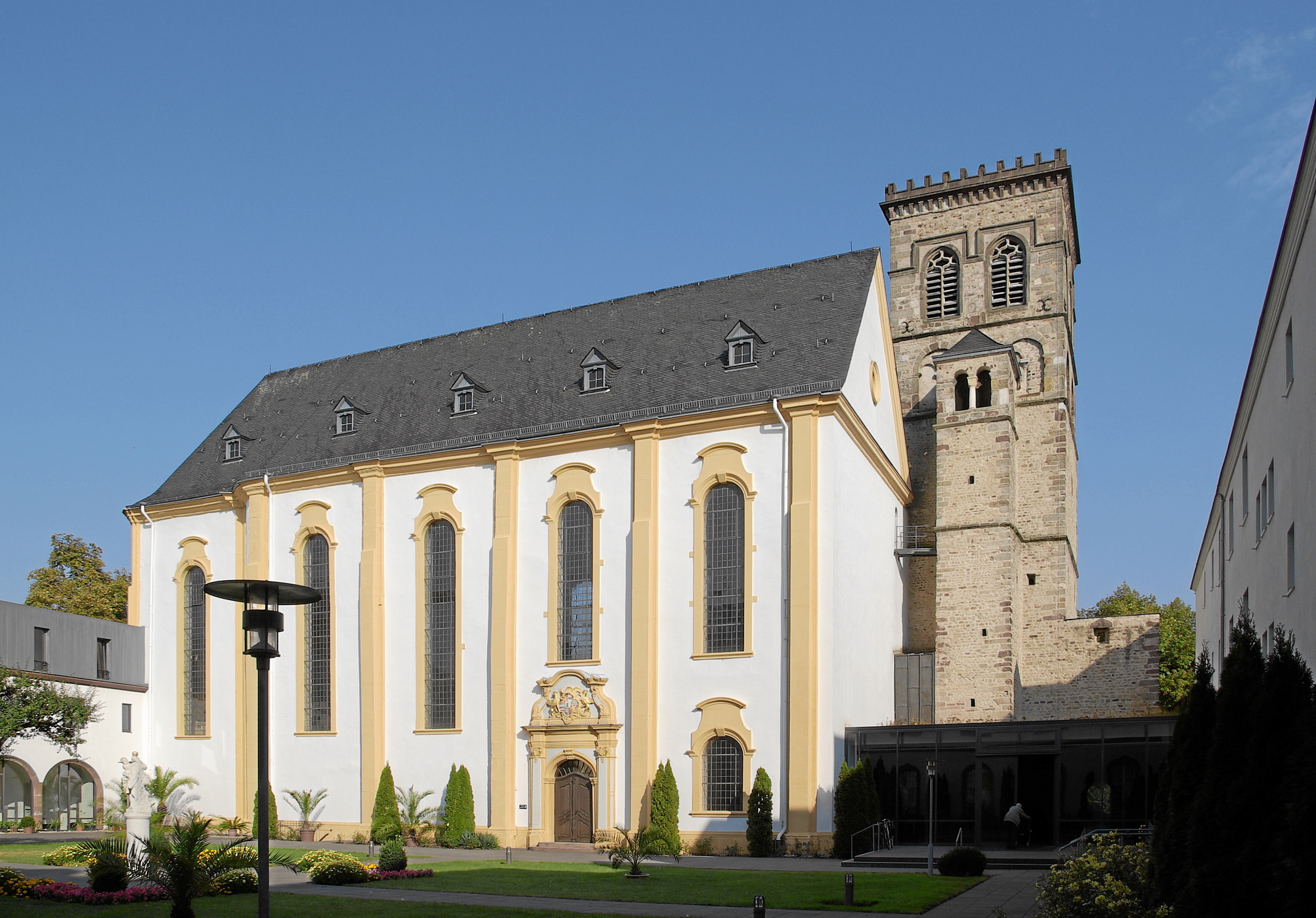
Heutige Ansicht des ehemaligen Klosters St. Irminen (früher Oeren) in Trier

Die heilige Modesta von Oeren († nach 659 in Trier) war die erste Äbtissin des Frauenklosters Oeren (ursprünglich St. Marien, später umbenannt in St. Irminen) in Trier.
Das Kloster wurde zwischen 635 und 650 unter Bischof Modoald in den Anlagen der römischen Getreidespeicher (horrea – daraus wurde später Oeren) am rechten Moselufer gegründet. Modesta gehörte dem austrasischen Adel an. Modesta war mit Gertrud von Nivelles und Chlodulf, Bischof von Metz, befreundet. Irmina von Oeren war ihre Nachfolgerin.
Die örtliche Verehrung als Heilige (Gedenktag: 6. November) ist in Trier seit dem 10. Jahrhundert bezeugt. Reliquien von ihr befinden sich in der Trierer Matthiasbasilika.